# 네이버페이
네이버페이(Naver Pay)는 네이버파이낸셜에서 제공하는 핀테크의 일종으로, 은행 계좌나 체크카드, 또는 신용카드를 미리 등록해 두고 등록한 결제 수단을 통해 결제하는 간편 결제 서비스이다.
최근 중소 전자상거래 판매자들이 네이버와 제휴하여 네이버페이를 자신의 사이트에서도 사용할 수 있게 하여, 사용자들의 편의성과 접근성을 높이는 방법으로 홍보하고 있다. 추후 라인과 연동해서 새로운 네이버페이를 출시할 계획이다.
2021년에는 네이버페이 애플리케이션이 출시되었다. 유사한 서비스로 카카오페이(Kakao Pay)가 있다.
온라인에 특화된 간편결제서비스이며, 오프라인 결제는 제로페이만 지원하고 카드 결제는 지원하지 않았지만 2020년 말부터 모든페이기반 오프라인 결제를 출시했다.
2023년 3월 23일 온라인주문형 간편결제 및 현장결제를 할 수 있게 되었다.

## 제휴 은행 및 카드사
네이버페이는 은행 및 카드사와 제휴를 맺어 그들의 서비스를 제휴사를 통해 제공하고 있다. 제휴 은행 및 카드사는 다음과 같다.
- 제휴은행 - NH농협은행, KB국민은행, 하나은행, 신한은행, 우리은행, IBK기업은행, 한국스탠다드차타드은행, 부산은행, 경남은행, 수협은행, 우체국, 케이뱅크, 카카오뱅크
- 제휴카드 - 신한카드, 삼성카드, 현대카드, BC카드, KB국민카드, 하나카드, 롯데카드, NH농협카드, 씨티카드

## 혜택
네이버페이는 각 카드의 혜택과 별도로, 네이버페이로 일정금액의 구매를 할 시, 포인트를 1%를 적립 해 준다. 또, 핀테크의 장점인 절차가 비교적 간단하다는 것도 혜택 중 하나가 될 수 있다. 예전 전자상거래 고객들은 공인인증서 및 휴대폰 인증까지, 거래를 이용할 시 비교적 복잡한 절차가 많았다. 하지만 네이버페이는 구매 마지막 단계에서 초기 설정한 비밀번호를 입력하면 구매과정이 완료되어, 고객들에게 간편함이라는 혜택을 제공하고 있다.

## 카카오페이와의 비교
| 구분              | 네이버페이                        | 카카오페이                   |
| ----------------- | --------------------------------- | ---------------------------- |
| 출시              | 2015년 6월                        | 2016년 9월                   |
| 가맹점수          | 9만 7,000여개(소규모 쇼핑몰 중심) | 900여개 (중대형 쇼핑물 중심) |
| 누적 이용자수     | 1,600만명                         | 850만여명                    |
| 누적 결제건수     | 6,500만건                         | 2,500만건                    |
| 거래액            | 월 2,800억원, 누적 2조 5,000억원  | 비공개                       |
| 체크카드 발행건수 | 10만건                            | 5만건                        |

네이버페이(Naver Pay)와 카카오페이(kakaopay)는 인터넷을 통한 간편 결제 서비스라는 공통점이 있다. 또, 포털 사이트에 기반한 플랫폼을 자사가 보유하고 있다는 점도 동일하다.
하지만 네이버페이는 가맹점이 소규모 쇼핑몰 중심으로 비교적 다량 존재하는 반면, 카카오페이는 중대형 쇼핑몰을 유치하여 적은 가맹점을 보유하고 있다는 점에서 차이점을 보인다. 또, 네이버페이가 비록 늦게 도입되었으나, 기존에 존재하던 네이버 체크아웃을 기반으로 한 시스템이라, 카카오페이보다 이용자 수와 결제 건수에서 우위를 보이고 있다는 점도 주목할 만하다.
다만 오프라인 결제는 카카오페이가 약간 앞서서 진출했으며, 오프라인 직불결제 및 QR코드 송금, 카드 바코드 결제를 모두 지원한다. 반면 네이버페이는 오프라인에서 제로페이만 지원했지만 모든 페이기반 결제를 출시해 결제가 가능한 가맹점이 확대되었다.

## 네이버페이 체크카드
네이버페이 체크카드는 네이버페이를 오프라인에도 사용할 수 있게 하는 체크카드이다.
네이버페이 체크카드는 네이버와 신한카드가 제휴를 맺어 2016년 4월 15일에 사전 발급을 통해 출시되었다.
특징 중 하나로, 신한카드에서 발급되었지만, 상술된 제휴 은행 계좌로 거래가 가능하다.
이미 개설되어있는 계좌를 연결하여 체크카드를 발급하는 것이므로, 신한은행 계좌가 없더라도 사용이 가능하다.
사전예약을 통해 체크카드를 발급받은 고객들은 2016년까지 포인트가 두 배로 적립된다.
오프라인 ATM 사용은 점차 늘어갈 전망이나, 신한은행 ATM에 한해서만 제공되고 있다. 그것도 신한은행 ATM의 별도 메뉴를 통해 출금하는 방식이다.
신한카드 가맹점에서 네이버페이 적립 외에도 마이신한 포인트로 포인트 별도적립해준다.
2017년 8월 18일 네이버와 케이뱅크가 제휴를 맺어 케이뱅크 네이버페이 체크카드(약칭: 케네카드)가 출시되었다.
2020년 2월 13일 신한 네이버페이 체크카드가 단종됐다.
2020년 4월 23일에는 우리카드가 연회비 5,000원을 받는 네이버페이 체크카드를 출시했다.
2020년 6월 18일 케이뱅크 네이버페이 체크카드가 단종됐다.

## 네이버페이 신용카드
네이버페이 신용카드는 네이버페이를 오프라인에도 사용할 수 있게 하는 신용카드이다. 네이버페이 체크카드는 네이버와 신한카드가 제휴를 맺어 2017년 6월 29일에 사전발급을 통해 출시되었다.
네이버페이 체크카드와 혜택은 비슷하거나 같지만 네이버페이 신용카드 연회비가 경쟁사인 카카오페이 신용카드(신한카드)에 비해 약 2배가량 높다. 연회비에 비해 혜택은 거의 없다는게 다수유저들의 큰 불만.
사전예약시 카드소개에는 기존 체크카드만 쓰겠다는 유저가 많으며, 발급후 연말까지 쓰다 버리는 카드 등 의견이 많다.
신한카드 홈페이지에서는 비슷한 상품으로 "신한카드 Simple Platinum#"라는 상품이 있다.
네이버페이의 주 무기인 무실적에 페이백이 되고 일부 생활밀착형은 조금더 주는 캐시백 형태의 신용카드다.
네이버페이 신용카드의 향후 전망은 출시 후 시간이 지나봐야 알 것 같다.

### 적립상세내용
- 1% = 체크와 같은 기본적립 = 한도제한없음
- 2% = "N-PAY 온라인 결제전용(N pay 카드정보에 해당카드 추가 필요) = 5% 50만원사용시 1만포인트적립 (착시효과로서 그냥 체크카드의 100만원=1만포인트) 한도.
- 1% = 사전이벤트 참여자한정 = 월 100만원 (1만 N포인트) 한도 = 4%

## 네이버X신한카드 외 제휴 암시
네이버와 신한카드가 체크카드에 이어 신용카드까지 정식출시한 날 네이버페이 메인에 있는 "체크카드"탭이 "제휴카드"로 바뀌었다.
이는 신한카드 외에도 타 카드사와 제휴하여 네이버페이 제휴카드를 출시할 수 있다는 가능성을 남겨둘 수 있는 항목이다.
게릴라성 페이백, 할인, 적립 이벤트가 아닌 제휴카드이다. 예를 들어 경쟁사의 카카오페이를 볼 수 있다.

## 네이버페이x삼성페이 제휴
네이버페이를 삼성페이와 연동해서 쓸 수 있게 되었다.

## 네이버페이 포인트를 얻는 방법
- 지식iN에서 룰렛을 따면 최소 100원에서 최대 10,000원의 네이버페이가 생긴다.
- 지식iN, 블로그, 카페 등에서 이벤트에 참여하게 되면 네이버페이가 정해진 양만큼 생긴다.
- 네이버 블로그에서 광고 수익을 얻을 수 있는 애드포스트 수입도 물론 네이버페이 전환 역시 가능하다.
- 해피빈에서 콩을 매월 1달 동안 최대 10만원까지 열심히 기부하게 되면 익월 14일에서 18일 사이에 네이버페이 1만원이 생긴다.
- 기타 이벤트, 쇼핑 리뷰 등도 물론 적립이 가능하다.
- 지식iN에서 자신의 답변이 채택된 다음 '포인트로 감사하기'를 받으면 포인트가 쌓인다.
- 지정된 가맹점에서 현장결제했을 경우에도 적립이 가능하다.
- 그 외에도 삼성페이 등과 같이 각종 콜라보 이벤트를 참여시킬 경우에도 적립이 가능하다.

## 경쟁 모바일 결제 서비스
- 애플 페이
- 삼성 월렛
- LG 페이
- 카카오페이
- L pay
- 구글 페이
- SSG Pay
- 페이팔
- 페이코
- 페이나우